# 2015 au Danemark
| Années du Danemark : 2012 - 2013 - 2014 - 2015 - 2016 - 2017 - 2018    |
| Décennies du Danemark : 1980 - 1990 - 2000 - 2010 - 2020 - 2030 - 2040 |

Cet article traite des événements qui se sont produits durant l'année 2015 au Danemark.

## Gouvernements
- Monarque : Margrethe II
- Premiers ministres : Helle Thorning Schmidt (jusqu'au 28 juin), puis, Lars Løkke Rasmussen

## Événements

### Février 2015
- 14-15 février : deux personnes sont tuées et plusieurs policiers sont blessés lors des fusillades de Copenhague, le premier à un rassemblement de journalistes, d'artistes et de dessinateurs sur la liberté d'expression et le second à la Grande synagogue de Copenhague
- 15 février : un policier danois tue un homme près de la station Nørrebro (en) après un échange de coups de feu. La police croit que cet homme était responsable des deux attaques précédentes

### Mars 2015
- 17–19 mars : le roi et la reine des Pays-Bas, Willem-Alexander et Máxima Zorreguieta, effectue une visite d'État au Danemark

## Naissances en 2015
15 octobre : Naissance de Christian de Danemark.

## Décès en 2015
- 14 mars : Ib Melchior, un réalisateur et un scénariste (né en 1917)
- 21 mars : Jørgen Ingmann (en), un musicien (né en 1925)